# Williams FW37
Der Williams FW37 war der Formel-1-Rennwagen von Williams Martini Racing für die Formel-1-Weltmeisterschaft 2015. Eine Illustration des Wagens wurde auf dem Cover des britischen Motorsport-Magazines F1 Racing von Haymarket Publishing und am 16. Januar 2015 bei Twitter veröffentlicht, Williams veröffentlichte weitere Illustrationen am 21. Januar 2015. Der Wagen wurde am 1. Februar 2015 auf dem Circuito de Jerez erstmals der Öffentlichkeit präsentiert.

## Technik und Entwicklung
Der FW37 ist das Nachfolgemodell des FW36. Das Fahrzeug unterscheidet sich aufgrund von Regeländerungen für die Formel-1-Saison 2015 optisch vom Vorgängermodell, da die Bestimmungen für den Bereich der Fahrzeugnase deutlich verändert wurden. Die Nase des Wagens ist sehr kurz und ragt nicht über den Frontflügel nach vorne. Unmittelbar vor der Befestigung des Flügels verjüngt sie sich stark, ähnlich wie beim Red Bull RB11.
Angetrieben wird der FW37 vom Mercedes-Benz PU106B Hybrid, einem 1,6-Liter-V6-Motor mit einem Turbolader.

## Lackierung und Sponsoring
Die Grundfarbe des Fahrzeugs ist, genau wie beim Vorgängermodell, Weiß, dazu gibt es in Anlehnung an das Logo des Hauptsponsors Martini Streifen in verschiedenen Blautönen mit einem etwas breiteren roten Mittelstreifen, die von der Frontflügelbefestigung bis zur Motorabdeckung verlaufen. Auch auf dem Heckflügel ist das Martini-Logo angebracht, ansonsten sind Front- und Heckflügel schwarz lackiert.
Auf Frontflügel und den Seitenkästen wirbt der Unilever-Konzern für seine Marke Rexona, außerdem sind Sponsorenaufkleber von Petrobras, Randstad, Pirelli, Genworth Financial, Wihuri, Esquire, Oris und Kemppi auf dem Fahrzeug zu finden.

## Fahrer
Williams trat auch in der Saison 2015 mit den Fahrern Valtteri Bottas und Felipe Massa an. Susie Wolff war Testfahrerin und in dieser Position Nachfolgerin von Felipe Nasr, der ein Stammcockpit bei Sauber bekam. Nach dem Großen Preis von Australien wurde zudem Adrian Sutil als Ersatzfahrer verpflichtet.

## Ergebnisse
| Fahrer                          | Nr.                             | 1  | 2 | 3 | 4  | 5  | 6  | 7 | 8 | 9  | 10 | 11 | 12 | 13  | 14 | 15  | 16  | 17 | 18  | 19 | Punkte | Rang |
| ------------------------------- | ------------------------------- | -- | - | - | -- | -- | -- | - | - | -- | -- | -- | -- | --- | -- | --- | --- | -- | --- | -- | ------ | ---- |
| Formel-1-Weltmeisterschaft 2015 | Formel-1-Weltmeisterschaft 2015 |    |   |   |    |    |    |   |   |    |    |    |    |     |    |     |     |    |     |    | 257    | 3.   |
| F. Massa                        | 19                              | 4  | 6 | 5 | 10 | 6  | 15 | 6 | 3 | 4  | 12 | 6  | 3  | DNF | 17 | 4   | DNF | 6  | DSQ | 8  | 257    | 3.   |
| S. Wolff                        | 41                              |    |   |   |    | PO |    |   |   | PO |    |    |    |     |    |     |     |    |     |    | 257    | 3.   |
| V. Bottas                       | 77                              | WD | 5 | 6 | 4  | 4  | 14 | 3 | 5 | 5  | 13 | 9  | 4  | 5   | 5  | 12* | DNF | 3  | 5   | 13 | 257    | 3.   |

| Legende  | Legende            | Legende                                                          |
| Farbe    | Abkürzung          | Bedeutung                                                        |
| -------- | ------------------ | ---------------------------------------------------------------- |
| Gold     | –                  | Sieg                                                             |
| Silber   | –                  | 2. Platz                                                         |
| Bronze   | –                  | 3. Platz                                                         |
| Grün     | –                  | Platzierung in den Punkten                                       |
| Blau     | –                  | Klassifiziert außerhalb der Punkteränge                          |
| Violett  | DNF                | Rennen nicht beendet (did not finish)                            |
| Violett  | NC                 | nicht klassifiziert (not classified)                             |
| Rot      | DNQ                | nicht qualifiziert (did not qualify)                             |
| Rot      | DNPQ               | in Vorqualifikation gescheitert (did not pre-qualify)            |
| Schwarz  | DSQ                | disqualifiziert (disqualified)                                   |
| Weiß     | DNS                | nicht am Start (did not start)                                   |
| Weiß     | WD                 | zurückgezogen (withdrawn)                                        |
| Hellblau | PO                 | nur am Training teilgenommen (practiced only)                    |
| Hellblau | TD                 | Freitags-Testfahrer (test driver)                                |
| ohne     | DNP                | nicht am Training teilgenommen (did not practice)                |
| ohne     | INJ                | verletzt oder krank (injured)                                    |
| ohne     | EX                 | ausgeschlossen (excluded)                                        |
| ohne     | DNA                | nicht erschienen (did not arrive)                                |
| ohne     | C                  | Rennen abgesagt (cancelled)                                      |
| ohne     | keine WM-Teilnahme |                                                                  |
| sonstige | P/fett             | Pole-Position                                                    |
| sonstige | 1/2/3/4/5/6/7/8    | Punktplatzierung im Sprint-/Qualifikationsrennen                 |
| sonstige | SR/kursiv          | Schnellste Rennrunde                                             |
| sonstige | *                  | nicht im Ziel, aufgrund der zurückgelegten Distanz aber gewertet |
| sonstige | ()                 | Streichresultate                                                 |
| sonstige | unterstrichen      | Führender in der Gesamtwertung                                   |